# Вердигер (Небраска)
Вердигер (енгл. Verdigre) град је у америчкој савезној држави Небраска.

## Демографија
По попису из 2010. године број становника је 575, што је 56 (10,8%) становника више него 2000. године.
| Група             | 2000.       | 2010.       |
| Белци             | 508 (97,9%) | 553 (96,2%) |
| Афроамериканци    | 0 (0,0%)    | 0 (0,0%)    |
| Азијати           | 0 (0,0%)    | 0 (0,0%)    |
| Хиспаноамериканци | 0 (0,0%)    | 1 (0,2%)    |
| Укупно            | 519         | 575         |